# Učitel'
Učitel' (Учитель) è un film del 1939 diretto da Sergej Apollinarievič Gerasimov.